# Lotta Henttala
Lotta Henttala z d. Lepistö (ur. 28 czerwca 1989 w Noormarkku) – fińska kolarka szosowa

## Najważniejsze osiągnięcia
2012
- 1. miejsce w mistrzostwach Finlandii (start wspólny)

2014
- 1. miejsce w mistrzostwach Finlandii (start wspólny)
- 1. miejsce w mistrzostwach Finlandii (jazda ind. na czas)
- 3. miejsce w Sparkassen Giro

2015
- 1. miejsce na 4. etapie Internationale Thüringen Rundfahrt der Frauen
- 1. miejsce w mistrzostwach Finlandii (start wspólny)
- 1. miejsce w mistrzostwach Finlandii (jazda ind. na czas)
- 4. miejsce w Sparkassen Giro
- 5. miejsce w Tour of Chongming Island
- 5. miejsce w La Course by Le Tour de France

2016
- 1. miejsce na 5. etapie The Women’s Tour
- 1. miejsce w SwissEver GP Cham-Hagendorn
- 1. miejsce na prologu Euskal Emakumeen Bira
- 1. miejsce na 1. etapie Festival Elsy Jacobs
- 1. miejsce w mistrzostwach Finlandii (start wspólny)
- 1. miejsce w mistrzostwach Finlandii (jazda ind. na czas)
- 2. miejsce w La Course by Le Tour de France
- 2. miejsce w Open de Suède Vårgårda
- 2. miejsce w Open de Suède Vårgårda TTT
- 3. miejsce w mistrzostwach świata (start wspólny)
- 3. miejsce w mistrzostwach świata (jazda druż. na czas)
- 3. miejsce w Omloop van het Hageland
- 3. miejsce w Pajot Hills Classic

2017
- 1. miejsce w Gandawa-Wevelgem
- 1. miejsce w Dwars door Vlaanderen
- 1. miejsce na 6. etapie Giro Rosa
- 1. miejsce w Open de Suède Vårgårda
- 2. miejsce w RideLondon Classique
- 3. miejsce w mistrzostwach świata (jazda druż. na czas)

2018
- 1. miejsce na 5. etapie The Women’s Tour
- 3. miejsce w Open de Suède Vårgårda